# Ionuț Radu
Ionuț Andrei Radu (ur. 28 maja 1997 w Bukareszcie) – rumuński piłkarz grający na pozycji bramkarza. Od 2023 roku zawodnik Bournemouth AFC wypożyczony z włoskiego klubu Inter Mediolan.

## Życiorys
W czasach juniorskich trenował w Viitorulu Bukareszt, Steaua Bukareszt, Dinamie Bukareszt, US Pergolettese 1932 i Interze Mediolan. W latach 2016–2019 był zawodnikiem seniorskiego zespołu Interu. W Serie A zadebiutował 14 maja 2016 w przegranym 1:3 meczu z US Sassuolo Calcio. W latach 2017–2018 przebywał na wypożyczeniu w US Avellino 1912. 1 lipca 2018 został wypożyczony do Genoi CFC, a rok później wykupiony przez ten klub za 8 milionów euro.
W 2020 wrócił do Inter Mediolanu, skąd był wypożyczany do różnych klubów, m.in. Cremonese czy AJ Auxerre. W lipcu 2023 Radu ponownie udał się na wypożyczenie i związał się do czerwca 2024 z angielskim Bournemouth.